# Ловран
Ловран (хорв. Lovran) — город на северо-востоке полуострова Истрия, на берегу Адриатического моря, в северной части Хорватии. Находится на берегу залива Кварнер. Известен не только как летний, но ещё и как зимний популярный курорт.

## История

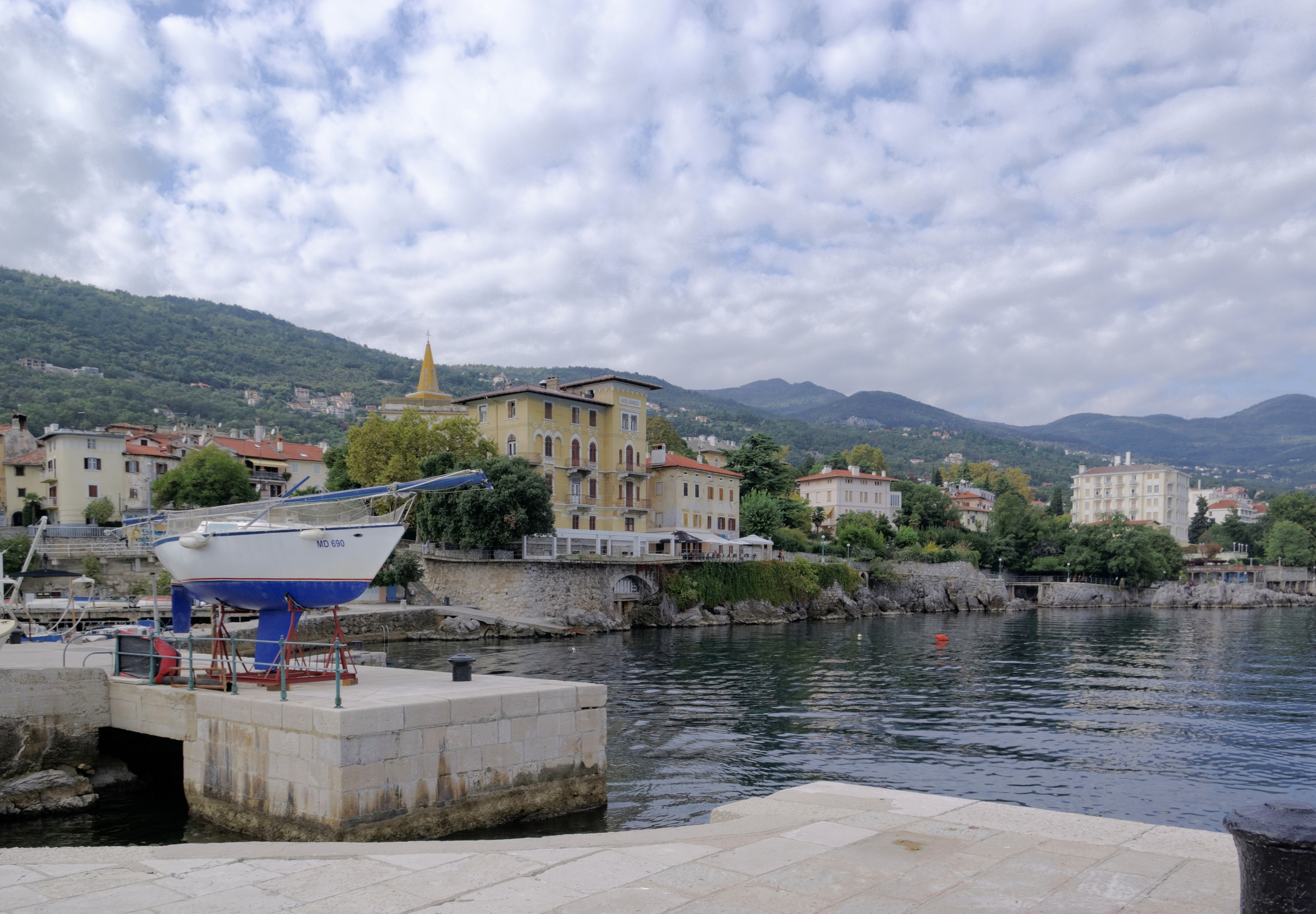

Согласно легенде, Ловран возник, когда римский патриций и государственный деятель Маркус Агриппа, построил в 1-м веке на месте современного города свою летнюю резиденцию Тускулум.
Ловран был известен как средневековый морской центр вплоть до XIX века.
В начале XX века Лоран превратился в модный зимний курорт для австро-венгерской знати. Лишь после Второй мировой войны город стал развивать также и как курортное место для летнего отдыха.

## Достопримечательности
- Старый город с городскими воротами.
- Приходская церковь Св. Юрая со средневековыми готическими фресками и глаголическими надписями, построенная в 14-м веке.
- башня на площади Св. Георгия 14-го века.